# Schloss Wiegschütz
Schloss Wiegschütz (polnisch Pałac w Większycach) ist ein Schloss im oberschlesischen Wiegschütz (polnisch: Większyce).

## Bau
Der Schlossbau vereint Elemente aus der Neugotik und der Neorenaissance. Das vierstöckige Gebäude auf fast rechteckigem Grundriss ist mit Risaliten, Erker und einem Rundturm ausgestattet. Die Fassaden sind mit gelben Klinkern verkleidet. Bemerkenswert ist ein Fries aus glasierten Kacheln, das am Eckerker der Gebäudefront angebracht ist.

## Geschichte
Das Schloss wurde im Auftrag von Heinrich Heimann im Stil der Gründerjahre erbaut. Ab 1911 war Emil Pyrkosch Eigentümer, der 1932 den Besitz an eine nordrhein-westfälische Siedlungsgemeinschaft verkaufte.